# 追手門学院小学校
追手門学院小学校（おうてもんがくいんしょうがっこう）は、大阪府大阪市中央区大手前一丁目にある私立小学校。2021年12月現在の児童数は878人。

## 概要
明治時代、陸軍の外郭団体であった財団法人偕行社により、主に軍部将校の子弟の教育を目的として設立された。設立当初から終戦直後まで男子校であったが、戦後は平和主義に徹し共学校として再スタートした。
教員は大阪教育大学出身者が多い。

## 沿革
- 1888年（明治21年）4月3日 - 西日本最古の私立小学校[2]として、『大阪偕行社附属小学校』創設。大坂鎮台（のちの第4師団）司令官高島鞆之助（後の陸軍大臣）により、創設[2]。当時の設立母体は、財団法人大阪偕行社。軍人教育ではなく、近代教育を目指した[2]。 初代校長の守永薫は歩兵第7旅団大阪大隊区司令官で[3]、のちに陸軍少将となった人物[4]。
- 1890年（明治22年）4月 - 大阪府知事より私立学校としての認可を受ける。
- 1892年（明治24年）9月 - 創設者 陸軍大臣高島鞆之助来校。
- 1941年（昭和16年）4月 - 『大阪偕行社学院』に改称。
- 1945年（昭和20年）8月15日 - ポツダム宣言受入により『財団法人偕行社』自然解散。
- 1946年（昭和21年）4月 - 『大阪偕行学園小学校』に改称。共学化。（GHQの指示があった）
- 1947年（昭和22年）
  - 3月 - 『大手前学園小学部』に改称。
  - 4月 - 中学部新設。
  - 11月 - 『追手門学院小学部』に改称。
- 1950年（昭和25年）4月 - 高等部新設。
- 1966年（昭和41年）4月 - 大学創設。
- 1971年（昭和46年）4月 - 『追手門学院小学校』に改称。
- 1989年（平成元年）2月 - 住居表示に関する法律に基づく住居表示の実施。大阪市東区京橋前之町2番地から大阪市中央区大手前1丁目3番20号へ（住所表記の変更のみで同じ場所である）
- 1994年（平成6年）4月 - 学校週5日制（月1回）実施
- 1998年（平成10年）4月 - 本館竣工
- 2007年（平成19年）7月 - 西館建替工事着工（120周年記念事業）
- 2009年（平成21年）1月 - 西館竣工
- 2019年（平成31年）東館竣工

## 進学の状況
小学校の卒業生は中学受験をする者も多いが、「オール追手門」と呼ばれるエスカレーター式に大学まで内部進学する者も存在する。幼稚園から小学校への内部進学者は多数いるものの、同学院の中学校への進学者は10 - 15％程度となっている。6年生になると志望校別にクラスがわかれ、受験対策指導が行われる。3泊4日で夜12時すぎまで1日10時間以上勉強する“学習合宿”などもあり、学校としても中学受験を奨励している。また『すすめ授業』として、各学年の教科書は12月までに終了し、次学年のプレ授業やゆとり教育によってはずされた事項について教育がなされている。

## 教育の指針
- 高い学力
- 強い体
- ねばり強い心
- 親切

教育理念は「社会有為の人材育成」・「世界有為」、学校の合言葉は「伝統と革新」である。

## 特色

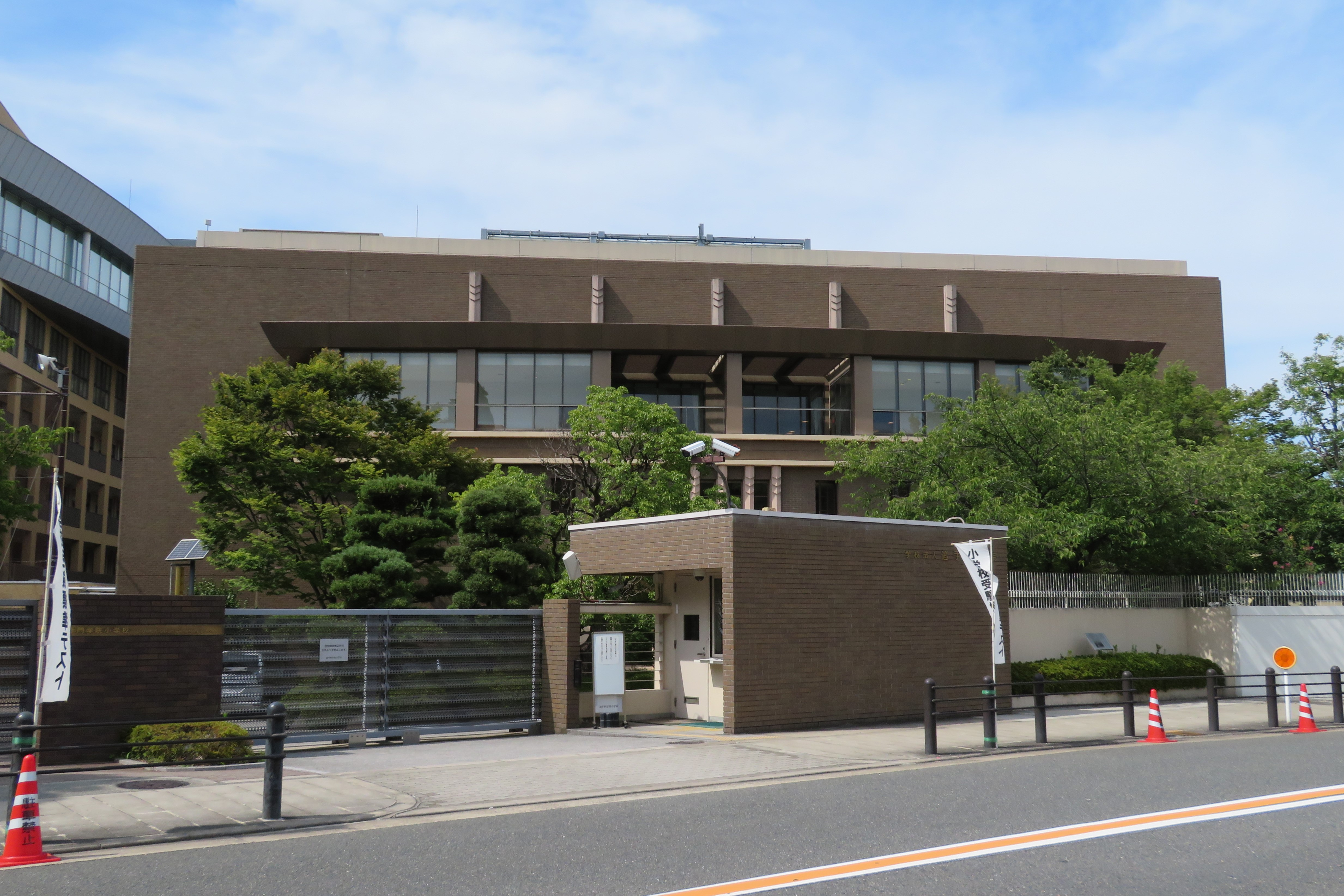
校門

- 校門を出入りする時、全員が一礼することになっている[2]。礼は『自己の存在を確認し自己敬愛の心を培う』との創立以来の精神である。
- クラスは4クラスで、伝統的に『い』『ろ』『は』『に』で称される。クラスカラーは、『い』→赤『ろ』→黄『は』→緑『に』→青である。
- 入学時の期生で呼ばれ、2009年度入学生は126期である。記名の時は学年の代わりに「126期」と期数の後に名前を表記するので、在学中に学年が上がっても卒業後も、変更することなく学年が分かる。
- 『良い教育は良い環境から生まれる』との方針から設備は充実しており、既に1962年（昭和37年）より全教室にテレビが配置され、当時としては最新鋭の学校放送設備が配置された。
- 創立110周年に建てられた記念ホールの屋上にはプールが配置されており、大阪城天守閣が目の前に見える。創立120周年記念事業として西館が建て替えられ、2009年1月12日から供用が開始された。これにより、すべての建物がリニューアルされた。(竣工式典は2009年1月30日に執り行われた。) 6階には約500名収容の食堂が設置された。
- 質素倹約の精神から、給食は通常の公立小学校と同様のものが一冨士ケータリングから納入されている。2008年夏前より中国産食品などの問題から献立は質素倹約であるが日本産食品を中心とした献立に変更された。
- 学校に持ち込み可能な金銭は240円までと決まっていて、その用途は電車賃に限られている。また、学校生活に必要な物品を売っている給品部の商品を買うためには保護者が専用の封筒に内容を書き、必要金額を入れ、印を押し、担任に確認印を押してもらう必要がある。
- 遠方からの電車通学や放課後塾へ通う者に配慮し、携帯電話の持込が許可されている。ただし連絡帳の携帯電話使用許可証に担任の印をもらわないといけない。
- 6年生の4月に実施される修学旅行は3泊4日で九州を訪れる。鹿児島では創立者高島鞆之助のゆかりの場所や親族を訪問、また長崎原爆資料館などを訪問し平和教育がなされる。
- 冬制服は男子は紺の半ズボンと紺色ブレザーとネクタイと茶色靴下であり女子は紺色スカートと茶色靴下である。夏制服は、男子は夏用の半ズボンと夏用の靴下開襟シャツであり、女子は夏用の開襟シャツにスカートである。靴は革靴が基本である。体操服は女子が紺の短パンで、男子が白短パンであり、冬も長ズボンの着用は認められない。

### 英語教育と国際交流
明治時代より英語教育を行っている。2021年現在、週3回の英語の授業を導入しており、1・2年生は生活科を週1回、英語で学習する。3年生以上はTOEFL Primaryを年2回受検し、その成績を参考に、1クラスが2つに分かれて英語を学ぶ。オーストラリアと日本はほぼ時差がないため、インターネットを活用して、現地の教師が授業を行うこともある。
1971年から国際交流を取り入れ、夏休みにはオーストラリアのブリスベンへ、春休みにはハワイへ希望者がホームステイする事ができる（定員を超えれば抽選）。2021年には「Webファミリー交流」を導入した。

### 情報教育
情報教育を重視し、1993年にデスクトップパソコン40台を導入、1997年から週1回のパーソナルコンピュータのスキルの指導を開始し、2019年からプログラミングを正課の時間割に取り入れた。2021年現在、日本の小学校では最多の6人のマイクロソフト認定教育イノベーターが教師を務める。端末はiPad miniを試験導入した後に、Microsoft Surface Goに変更した。
新型コロナウイルス感染症の影響で家庭学習が続いていたことから、2020年4月13日より週2回のオンラインホームルームを開始した。

## 校友会
校友会は山桜会（やまざくらかい）という名称で活動をしている。山櫻会報という会報が卒業生全員に届けられる。

## 著名な卒業生
- 堺屋太一（作家、元経済企画庁長官）[6]
- 福井俊彦（元日本銀行総裁）
- 寺谷一紀（フリーアナウンサー）
- 中山泰秀（元自由民主党の衆議院議員。父は中山正暉、祖母は中山マサ）
- 三田誠広（芥川賞作家）
- 万城目学（作家）
- 花影アリス (宝塚歌劇団宙組娘役スター）
- 原丈人　　(デフタ・パートナーズグループ会長　ベンチャーキャピタリスト)
- 山中峯太郎（陸軍軍人、作家）